# يو إف سي ليلة القتال: جوانا ضد واترسون
يو إف سي ليلة القتال: جوانا ضد واترسون (بالإنجليزية: UFC Fight Night: Joanna vs. Waterson)‏ هو حدث لفنون القتال المختلطة نظمته يو إف سي، أُقيم في 12 أكتوبر 2019، على أمالي أرينا في تامبا، فلوريدا، الولايات المتحدة.